# Znak evra
Znak evra (€) je grafični simbol, ki označuje evro, uradno valuto Evropske unije. Evropska komisija je obliko predstavila javnosti 12. decembra 1996.
Oblika temelji na znaku ₠ za evropsko denarno enoto, predhodnico evra, in grškem epsilonu (Є). Zgledovanje po epsilonu simbolizira vlogo antične Grčije kot zibelke evropske civilizacije (Є oz. E je hkrati prva črka v besedi Evropa), dve vodoravni črti, ki sekata znak, pa stabilnost valute. Izbrana je bila na razpisu, na katerega je prispelo deset predlogov. Javna anketa je nato zožila izbor na dva, končnega zmagovalca pa je izbrala Evropska komisija.
Sprejeta oblika je po besedah Evropske komisije delo štirih neimenovanih oblikovalcev. Tej razlagi oporeka Arthur Eisenmenger, nekdanji glavni grafični oblikovalec pri Evropski skupnosti, ki trdi, da je oblikoval znak že dve desetletji prej.

## Uporaba
Uradnega pravila za položaj znaka ni, zato ga v različnih državah pišejo bodisi pred, bodisi za zneskom, pogosto odvisno od tega, kako so pisali zneske v nekdanjih valutah. V Združenem kraljestvu in na Nizozemskem ga tako po navadi pišejo pred zneskom (€3,50), v Franciji, Nemčiji in Španiji pa za njim (3€50 ali 3,50€). Prav tako ni uradnega pravila za zapisovanje znaka za cent.
Zapisovanje v računalniških sistemih je odvisno od operacijskega sistema in jezikovnih nastavitev. V standardu Unicode ima znak ime EURO SIGN in kodo U+20AC (decimalna 8364). V jeziku HTML dobimo znak z zaporedjem &euro;, vendar je bilo to zaporedje uvedeno šele z različico 4.0 kmalu po uvedbi znaka in ga starejše različice brskalnikov ne podpirajo.